# Alfa Telescopii
Alfa Telescopii (α Telescopii, förkortat Alfa Tel, α Tel) som är stjärnans Bayerbeteckning, är en ensam stjärna belägen i den nordvästra delen av stjärnbilden Kikaren. Den har en skenbar magnitud på 3,51, är synlig för blotta ögat och den ljusstarkaste stjärnan i stjärnbilden. Baserat på parallaxmätning inom Hipparcosuppdraget på ca 11,7 mas, beräknas den befinna sig på ett avstånd på ca 280 ljusår (ca 85 parsek) från solen. På det beräknade avståndet minskar stjärnans skenbara magnitud med 0,22 enheter på grund av skymning genom interstellärt stoft.

## Historik
Den antike romerske astronomen Ptolemy inkluderade Alfa Telescopii i stjärnbilden Corona Australis, men den flyttades till Kikaren när denna stjärnbild skapades av den franska astronomen Nicolas Louis de Lacaille på 1700-talet.

## Egenskaper
Alfa Telescopii är en blå till vit stjärna av spektralklass B3 IV, vilket anger att den är en underjättestjärna som nästan har förbrukat förrådet av väte i dess kärna och utvecklas bort från huvudserien. Den har en massa som är ca 5,2 gånger större än solens massa, en radie som är ca 3,3 gånger större än solens och utsänder från dess fotosfär nästan 800 gånger mera energi än solen vid en effektiv temperatur på ca 16 700 K.
Alfa Telescopii är möjligen en typ av variabel stjärna känd som en långsamt pulserande stjärna av spektraltyp B. Den har ett longitudinellt magnetfält med en medelstyrka på -233 ± 43 G. Dess projicerad rotationshastighet på ca 14 km/s anses vara låg för en stjärna av denna typ, vilket kan betyda att vi ser den nästan i riktningen för dess rotationsaxel.